# Grismadox mazaxoides
Grismadox mazaxoides es una especie de araña araneomorfa del género Grismadox, familia Corinnidae. Fue descrita científicamente por Perger & Dupérré en 2021. Inicialmente esta especie pertenecía al género Myrmecotypus, pero fue transferida a Grismadox.
Se distribuye por América del Sur: Bolivia.